# Mouzawar Abdallah
Pour les articles homonymes, voir Abdallah.
Mouzawar Abdallah, né en 1941 à Moroni et mort le 30 avril 2020 dans la même ville, est un homme politique comorien.

## Biographie
Mouzawar Abdallah, diplômé en psychologie de l'université de Lyon en 1966, est inspecteur de l'enseignement primaire en 1967.
Il est un leader du Rassemblement démocratique du peuple comorien (RDPC) et un opposant au premier Président comorien Ahmed Abdallah siégeant à l'Assemblée territoriale des Comores. Il a aussi fait partie du Parti Blanc.
Il est ministre des Affaires étrangères sous le mandat présidentiel d'Ali Soilih de 1976 à 1978. Membre de la Commission chargée de la révision constitutionnelle en 1989, il se présente aux élections législatives comoriennes de 1993 sans résultat. Il se présente à l'élection présidentielle comorienne de 1996 mais ne passe pas le premier tour. Il est président de la Cour constitutionnelle comorienne de 2007 à 2008.